# Holzdecke im Palazzo Chiaramonte

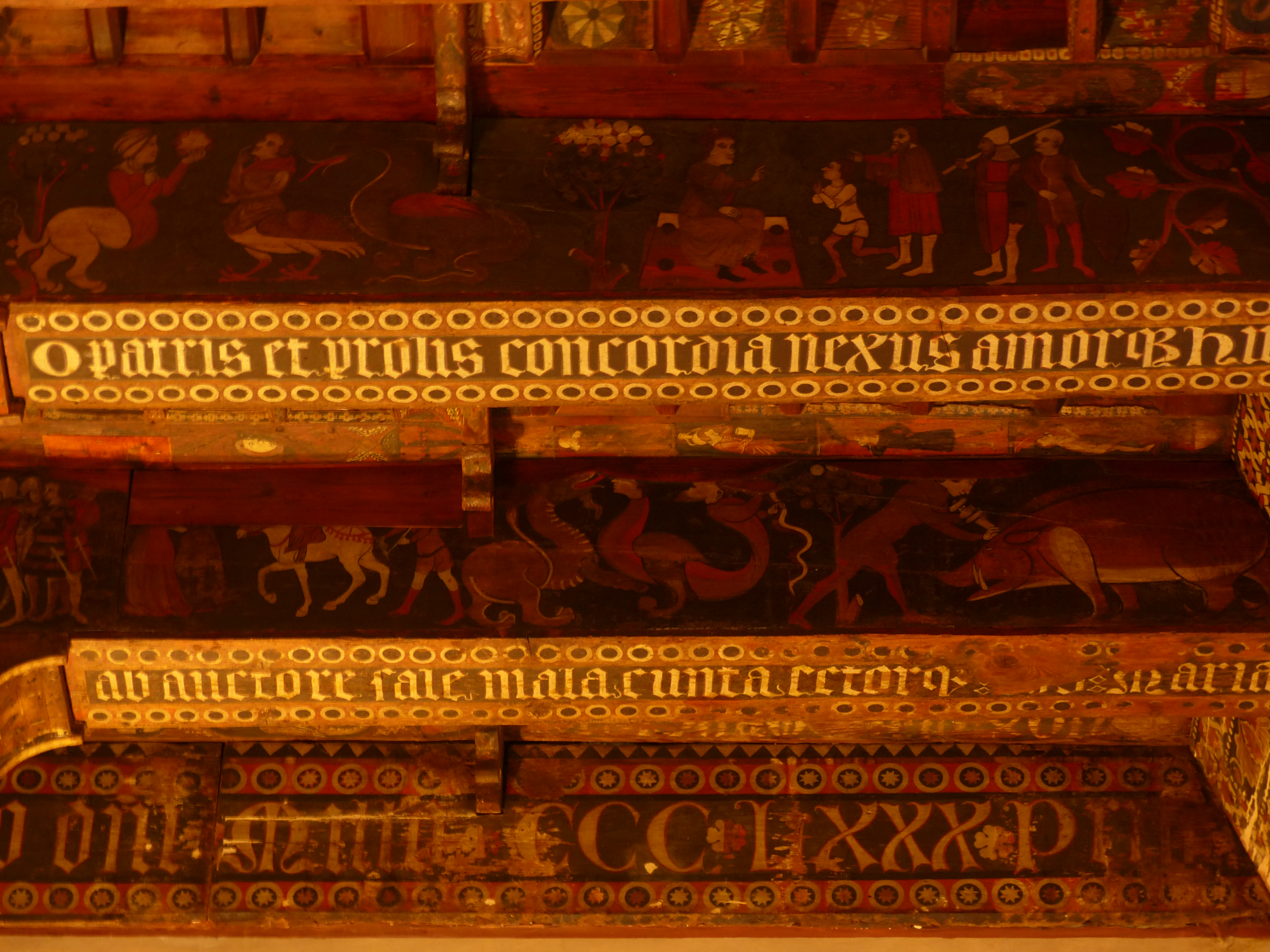
Details und Erhaltungszustand, 2015

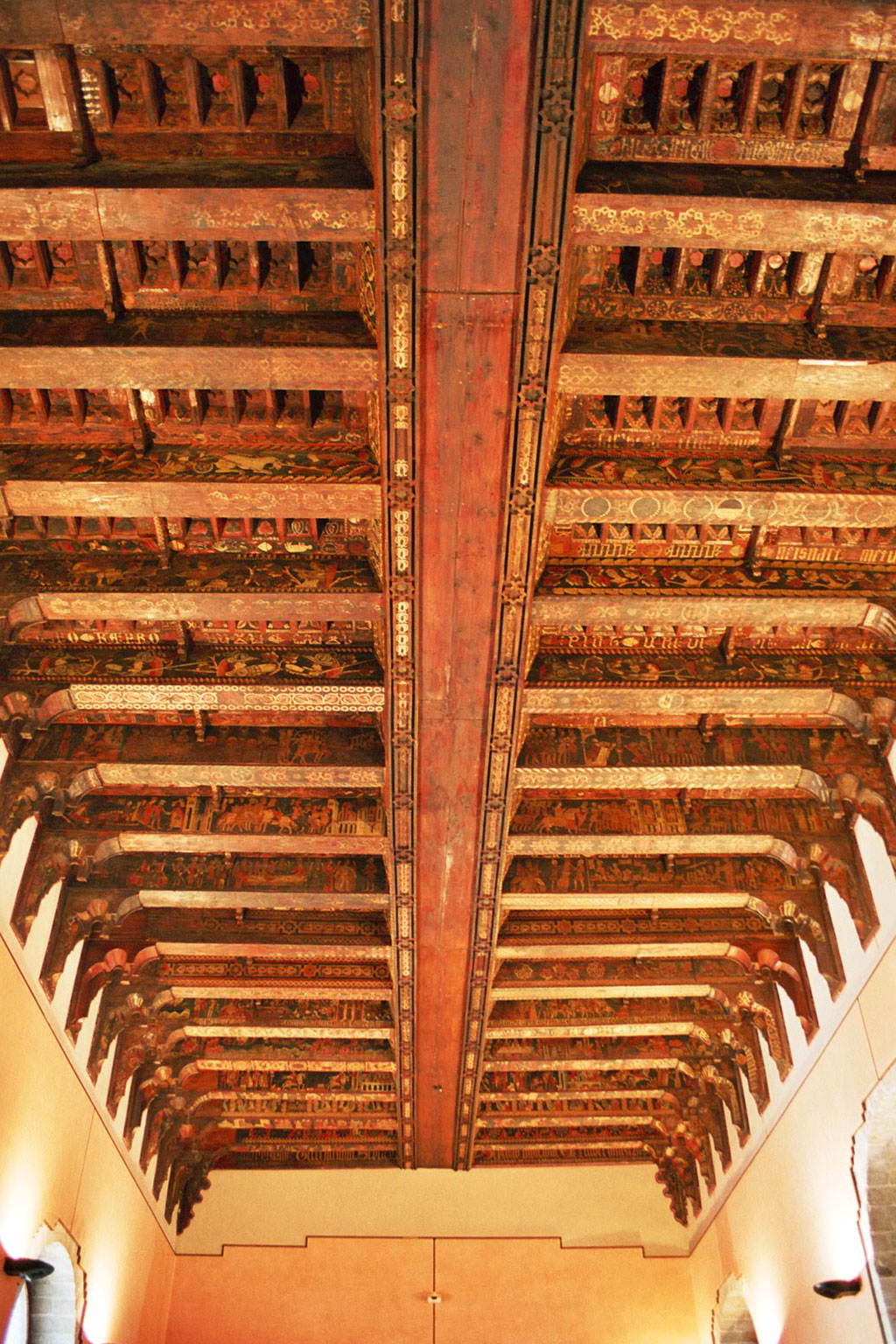
Gesamtansicht, 2007

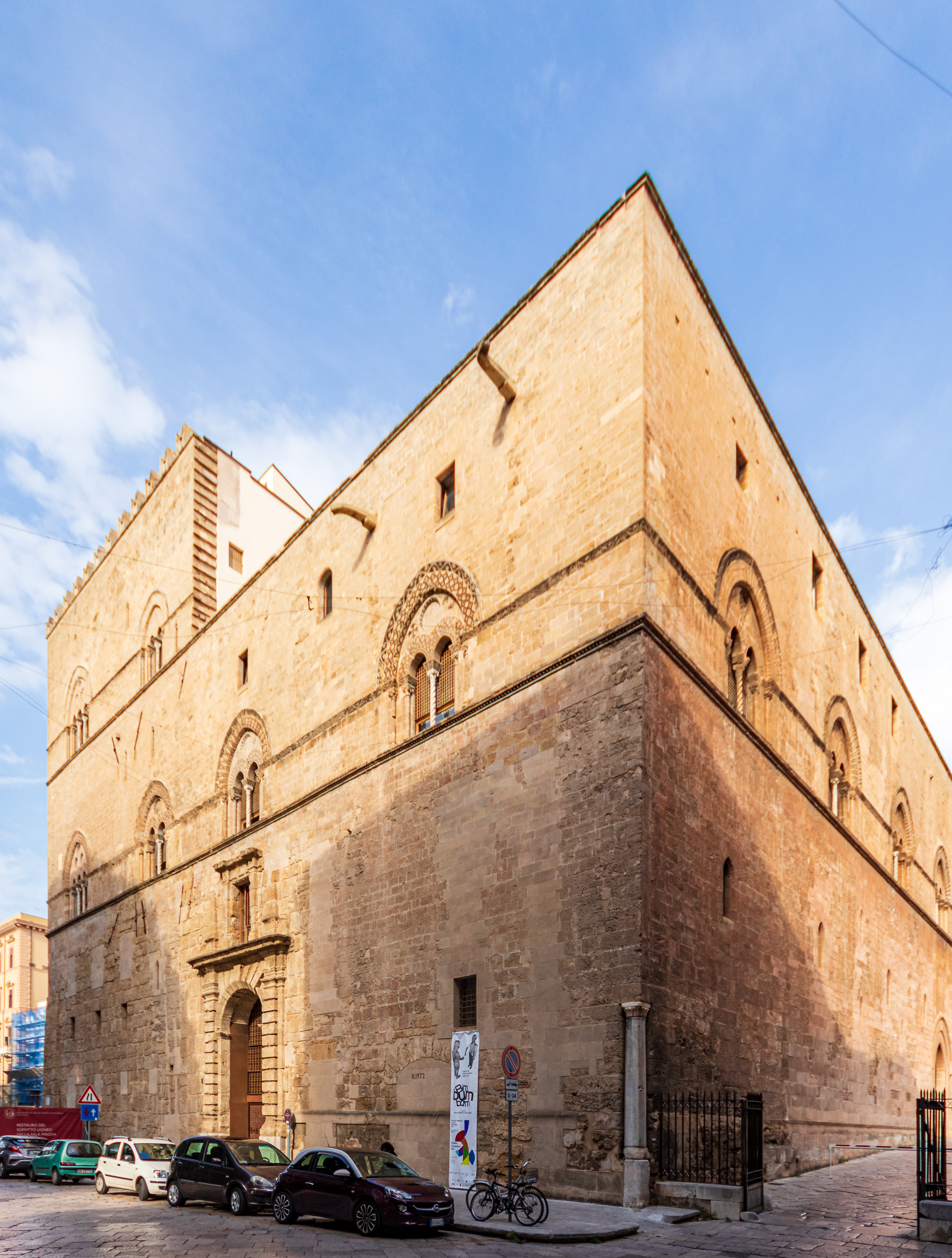
Palast von außen.

Die Holzdecke Palazzo Chiaramonte im Hauptsaal (italienisch Sala Magna) des ersten Geschosses im Palazzo Chiaramonte in Palermo auf Sizilien entstand von 1377 bis 1380. Heute ist das Gebäude im Besitz der Universität Palermo und Sitz ihres Universitätsrektorats. Wegen ihrer Malerei ist die Decke von hohem Wert. Auch wenn die Kunstfertigkeit nicht über das übliche Maß des Handwerklichen hinausragt, gehören die Bildinhalte zu den bemerkenswertesten Zusammenstellungen Siziliens im 14. Jahrhundert, wie sie sich anderenorts auch in der normannisch-arabisch-byzantinischen Kunst widerspiegeln. Die Holzdecke des darüber liegenden Obergeschosses hat einen Dachstuhl mit offenliegenden Dachbalken.

## Ikonografie
Die Darstellungen in der 28 × 8 Meter großen Kassettendecke, die durch 24 Querbalken geteilt ist, reichen von biblischen Szenen über die Apokalypse, die antike Mythologie, erotische Sujets, mittelalterliche Heldenepen zu Legenden von König Artus und Karl dem Großen und phantastischen figurativen Szenen. Ferner sind geometrische und pflanzliche Motive dargestellt sowie an der Basis jedes Balkens ein Wappen. Im Vergleich des Gesamtkunstwerks mit Malereien in Sakral- und Profanbauten Andalusiens oder des Aragon zeigt sich eine große Ähnlichkeit in der Ausführung, auch wenn hier die Thematik deutlich vielfältiger ist. Verwandtschaftliche Beziehungen des Herrscherhauses zu diesen Regionen Spaniens sind auch in der Kunst offenkundig. Eindeutig werden moralisierende und didaktische Themen aufgegriffen, die deutliche Rückschlüsse auf den Zustand der sizilianischen Inselgesellschaft zulassen. Heinrich M. Schwarz vermutet einen förderlichen Kunstwettstreit zwischen den Familien Chiaramonte und der des aragonesischen Hofes. Ähnliche Deckengemälde sind noch im großen Saal des Kastells von Carini, in der Kathedrale von Nicosia und fragmentarisch in der Kirche Sant’Agostino in Trapani erhalten. Nach dem Ende des 14. Jahrhunderts wurden sie dergestalt nicht mehr ausgeführt.

## Restaurierungsgeschichte
Die Malereien aus den Jahren 1377 bis 1380 stammen von Cecco di Naro, Simone da Corleone und Pellegrino Darena. 1886 fanden zum ersten Mal Restaurierungsarbeiten an der Decke statt, bei der man am Ende des Raumes die Namen von zunächst nur zwei der drei Urheber fand (Chicu aus Naru und Simuni aus Curiglu), die den Kunsthistorikern seinerzeit noch völlig unbekannt waren.
In den Jahren 1972 bis 1998 wurden die Deckenmalereien ein weiteres Mal umfassend restauriert. Bis 1967 verschlechterte sich der Zustand und bürokratische Hemmnisse führten zu Verzögerungen der Arbeiten, sodass sich die westsizilianische Denkmalbehörde veranlasst sah einzugreifen. Anders als ursprünglich geplant, wurde die bemalte Holzdecke nicht demontiert, um sie zu restaurieren, weil das zu Veränderungen an der Außenwand geführt hätte. Besonders Guglielmo De Angelis D’Ossat, Experte für den Erhalt antiker und mittelalterlicher Architektur, Umberto Rizzitano, Gelehrter islamischer Zivilisation in Sizilien und Cesare Brandi, maßgebliche Instanz auf dem Gebiet der Restaurierung, waren um den originalgetreuen Erhalt bemüht. Die 1970 begonnene umfassende Restaurierung des Gebäudes wurde ihrem Zweck jedoch infolge weitgehend veralteter Eingriffsmethoden nicht gerecht. Marginalien waren formal fragwürdige Arbeiten wie mangelhafte Rekonstruktion von Gesimsen oder fehlerhafte Wiederherstellung von Fensterlaibungen. Tiefpunkt war der Beginn des Abrisses eines Treppenhauses aus dem 16. Jahrhundert. Die Arbeiten kamen zum Stillstand, der bis 1972 andauerte. Aufgrund der Komplexität des Bauvorhabens dauerte der Eingriff bis 1998.